# Syngeskål
En syngeskål er en slags klokke som i stedet for at hænge, hviler på en oveflade eller i hånden.
Den bruges ved man anslår den med staven og derefter fører staven rundt om kanten hvorved skålen kommer i svingninger og frembringer en lang ensartet tone med overtoner.
I dag bruges de verden over til meditation, afslapning, healing og religiøse sammenhænge.

## Fremstilling
Syngeskåle blev før i tiden lavet i Tibet, Nepal, Indien, Bhutan, Kina, Japan og Korea. I dag laves de primært i Nepal, Indien Japan og Korea. Den mest kendte type kommer fra områder i Himalaya og kaldes Tibetanske syngeskåle.
Syngeskåle støbes af bronze.

## Audio-Samples
- Audio Sample1 ?
- Audio Sample2 ?

- Wikimedia Commons har flere filer relateret til Syngeskål

| Musik | Spire Denne musikartikel er en spire som bør udbygges. Du er velkommen til at hjælpe Wikipedia ved at udvide den. |